# Equipos ciclistas españoles en 2016
Equipos ciclistas españoles en 2016, se refiere a la relación de equipos ciclistas profesionales españoles de la modalidad de ciclismo en ruta en la temporada 2016.
Respecto a la temporada anterior el Murias Taldea pasó a denominarse Euskadi Basque Country-Murias y la inclusión de la UCI WorldTour Femenino.

## Equipos

### Equipos UCI ProTeam
- Movistar Team

### Equipos Profesionales Continentales
- Caja Rural-Seguros RGA

### Equipos Continentales
- Burgos-BH
- Euskadi Basque Country-Murias Taldea

### Equipos WorldTour Femenino
- Bizkaia-Durango
- Lointek

## Clasificaciones UCI

### UCI WorldTour
| Posición | Equipo        | Victorias |
| 1.º      | Movistar Team | 36        |

### Circuitos Continentales UCI

#### UCI America Tour
| Posición | Equipo                 | Victorias |
| 15.º     | Caja Rural-Seguros RGA | 1         |

#### UCI Europe Tour
| Posición | Equipo                        | Victorias |
| 4.º      | Caja Rural-Seguros RGA        | 10        |
| 40.º     | Euskadi Basque Country-Murias | 1         |
| 87.º     | Burgos-BH                     | 0         |

## Clasificaciones UCI Femeninas

### Ranking UCI Femenino
| Posición | Equipo          | Victorias |
| 32.º     | Bizkaia-Durango | 2         |
| 40.º     | Lointek         | 0         |